# Barleeia oldroydi
Barleeia oldroydi är en snäckart som beskrevs av Bartsch 1920. Barleeia oldroydi ingår i släktet Barleeia och familjen Barleeiidae. Inga underarter finns listade i Catalogue of Life.